# 广州黄埔有轨电车2号线

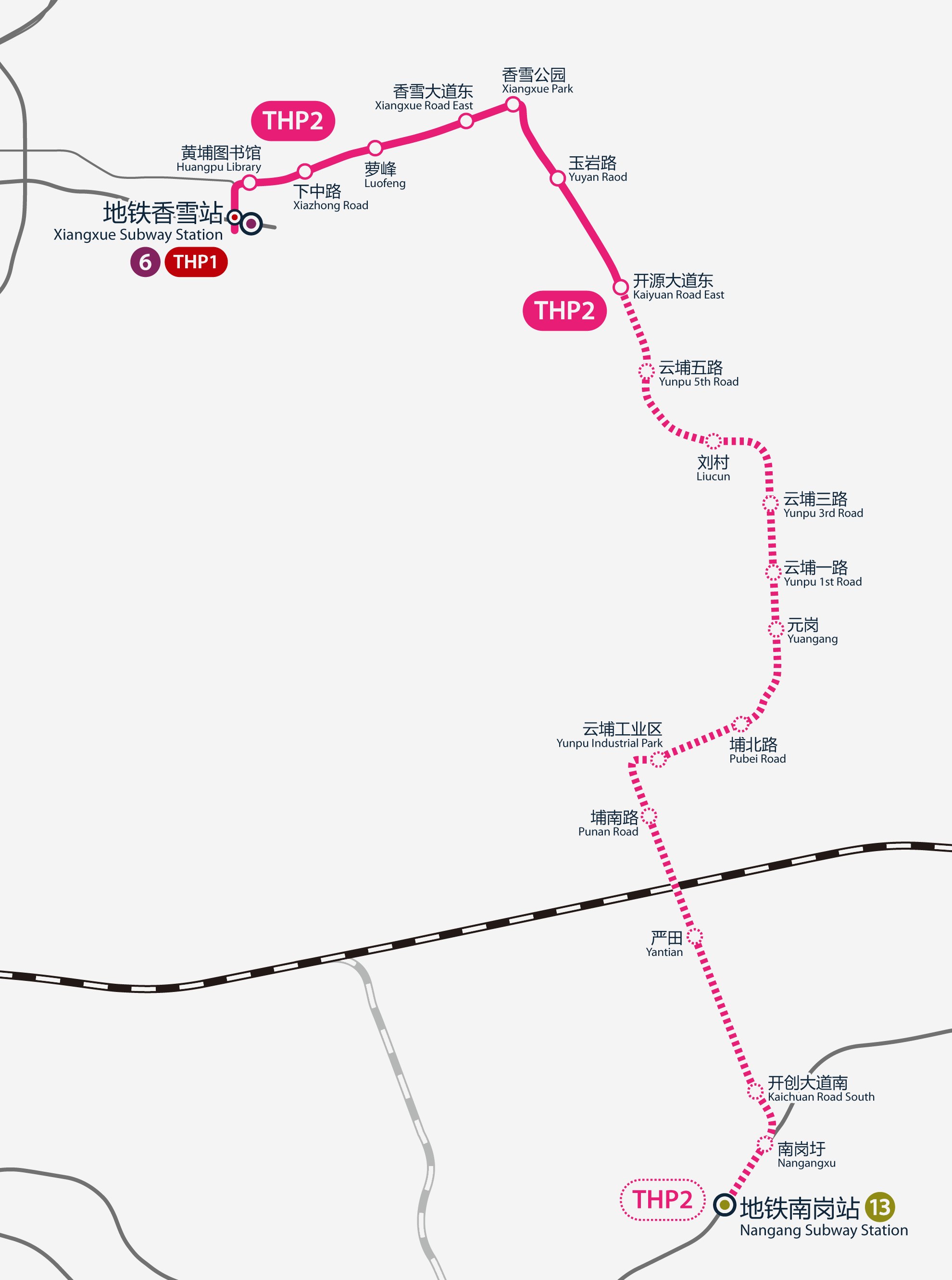
黃埔有軌電車THP2線路圖，按真實走向比例繪畫，含在建中的南段

广州黄埔有轨电车2号线，是广州市黄埔区内的有轨电车线路。线路呈南北走向，沿线串联多个居住小区和工业企业，打通香雪片区、云埔片区和东区，将新老黄埔片区串联起来，成为黄埔区南北交通大动脉的重要组成部分。
本线路北段（地铁香雪－开源大道东）早在2023年4月完成运营前安全评估，但受业主及运营方对委托运营合同存在分歧及部份安全评估发现的问题未完成整改等原因，延至2025年6月20日开通运营。而剩余南段仍在建设中，将与相关市政设施统筹推进。

## 线路走向
黄埔有轨电车2号线始于开萝大道处的南面起点站地铁香雪站（和有轨电车1号线共用站台），随后与1号线共线向北至香雪大道开萝大道路口后转入香雪大道以东路段，沿香雪大道至萝岗香雪公园旁向南转入玉岩路-玉云路，随后线路以高架方式上跨玉云路云埔四路口后，在云埔四路设云埔工业区站后线路沿云埔四路向南，至元岗站后再次以高架方式上跨广深高速公路，随后降至地面沿埔北路向西至开创大道口后向南，至埔南路站后再次以高架方式上跨广深铁路，并从开创大道东侧转向开创大道西侧后降至地面，沿开创大道和南岗涌之间继续向南，随后线路转向西南方向并横过南岗涌，沿黄埔东路至南岗公交站场旁设置地铁南岗站后结束。

## 历史

### 规划
2017年12月，黄埔有轨电车2号线通过工程可行研究批复，随即开展初步设计筹备工作。2019年7月1日，线路进行环评公示。

### 建设

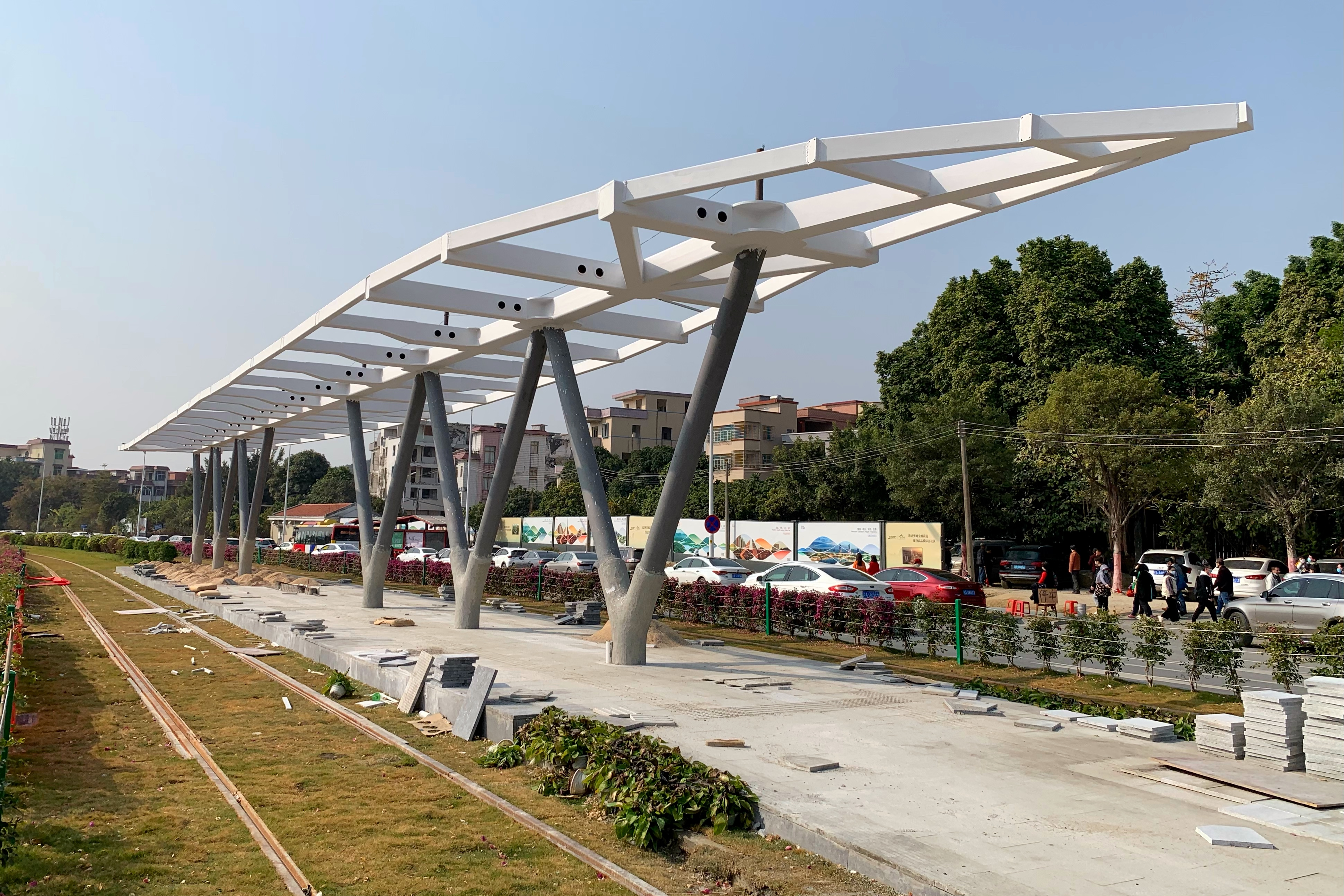
在建的香雪公园站（2021年1月）

本线在2019年9月28日举行动工仪式，12月25日正式开工。香雪大道段（地铁香雪站至香雪公园站）于2020年4月正式开工，10月初开始进行铺轨，10月底完成主体工程。
2021年3月，玉岩路段正式开工；同年7月1日，本线香雪大道段和玉岩路段（地铁香雪站至云峰路站）的路轨顺利贯通。
2022年4月16日，黄埔有轨电车跨广深高速高架桥首联现浇连续完成成功浇筑。
截至2024年，2号线南段跨广深高速高架桥及跨南岗河新建桥等重要控制性节点主体工程均已完成，但部分节点受制于规划市政工程进度影响仍无法进场施工，南岗段亦需要待南岗社区旧村改造启动后再实施。

### 运营
2020年12月28日1号线全线开通当日，为配合第十三届萝岗香雪文化旅游节的开幕，交投集团宣布2号线黄埔图书馆至香雪公园段于次日至2021年1月3日开放游客试乘，以方便游客前往香雪公园赏梅。
2023年3月初，北段完成初期运营前安全预评估，并于20日开始不载客试运行。4月13日，广州市发改委批复2号线票价方案。4月25日，北段通过开通前安全评估。
2025年6月20日，北段开通初期运营。

## 设施

### 车站
黄埔有轨电车2号线起始于地铁香雪站，止于地铁南岗站，线路全长约14.4km，平均站间距为1.66km，初期设置20座车站。
2号线各车站均使用统一的设计。雨棚、钢立柱和香槟色百叶的组合，使得车站形似一片展开的树叶。
| 車站編號 | 站名       | 接駁路线                               | 所在位置                         | 车站形式         | 啟用時間      |
| -------- | ---------- | -------------------------------------- | -------------------------------- | ---------------- | ------------- |
| THP201   | 地铁香雪   | 黄埔有轨1号线 THP101 香雪站：6号线 632 | 开萝大道荔红路口与开创大道口之间 | 地面岛式站台     | 2025年6月20日 |
| THP202   | 黄埔图书馆 |                                        | 香雪大道开萝大道口东侧           | 地面岛式站台     | 2025年6月20日 |
| THP203   | 下中路     |                                        | 香雪大道下中路口                 | 地面岛式站台     | 2025年6月20日 |
| THP204   | 萝峰       |                                        | 香雪大道萝峰小学旁               | 地面岛式站台     | 2025年6月20日 |
| THP205   | 香雪大道东 |                                        | 香雪大道坑围村旁                 | 地面交错岛式站台 | 2025年6月20日 |
| THP206   | 香雪公园   |                                        | 香雪大道玉岩路口西侧             | 地面岛式站台     | 2025年6月20日 |
| THP207   | 玉岩路     |                                        | 玉岩路塘山村旁                   | 地面平行侧式站台 | 2025年6月20日 |
| THP208   | 开源大道东 |                                        | 玉岩路永和大道口                 | 地面单侧式站台   | 2025年6月20日 |

| 建设中南段 | 建设中南段          | 建设中南段                                 | 建设中南段       | 建设中南段 | 建设中南段 |
| 站名       | 接駁路线            | 所在位置                                   | 车站形式         | 啟用時間   |            |
| ---------- | ------------------- | ------------------------------------------ | ---------------- | ---------- | ---------- |
| 云埔五路   |                     | 玉云路云埔五路口                           | 地面双侧式站台   | 未知       |            |
| 刘村       |                     | 云埔四路观达路口西侧，有轨电车刘村停车场旁 | 地面平行侧式站台 | 未知       |            |
| 云埔三路   |                     | 云埔东路云埔三路口北侧                     | 地面岛式站台     | 未知       |            |
| 云埔一路   |                     | 云埔东路云埔一路口北侧                     | 地面岛式站台     | 未知       |            |
| 元岗       |                     | 云埔东路玉鸣小学旁                         | 地面岛式站台     | 未知       |            |
| 埔北路     |                     | 埔北路恒达路口                             | 地面双侧式站台   | 未知       |            |
| 云埔工业区 |                     | 埔北路开创大道口东侧                       | 地面岛式站台     | 未知       |            |
| 埔南路     |                     | 开创大道埔南路口北侧                       | 地面双侧式站台   | 未知       |            |
| 严田       |                     | 开创大道宏明路口北侧                       | 地面双侧式站台   | 未知       |            |
| 开创大道南 |                     | 黄埔东路开创大道立交北侧                   | 地面双侧式站台   | 未知       |            |
| 南岗圩     |                     | 黄埔东路笔岗路路口东侧                     | 地面双侧式站台   | 未知       |            |
| 地铁南岗   | 南岗站：13号线 1306 | 黄埔东路南岗公交总站旁                     | 地面单侧式站台   | 未知       |            |

### 车辆基地
黄埔有轨电车2号线初期设有元岗车辆段以及刘村停车场。元岗车辆段位于云埔一路东延线南侧，刘村停车场则位于云埔四路的云埔工业区站北面。元岗车辆段和刘村停车场都将会设有上盖物业。刘村停车场内设有本线的控制中心。
2号线刘村停车场虽已与北段一同完工，但由于连接开源大道东站和刘村站的路轨仍未开始建设，刘村停车场无法在北段开通时为列车提供服务，因此项目方在玉岩路站和开源大道东站附近的轨道上设置了临时检修基地。

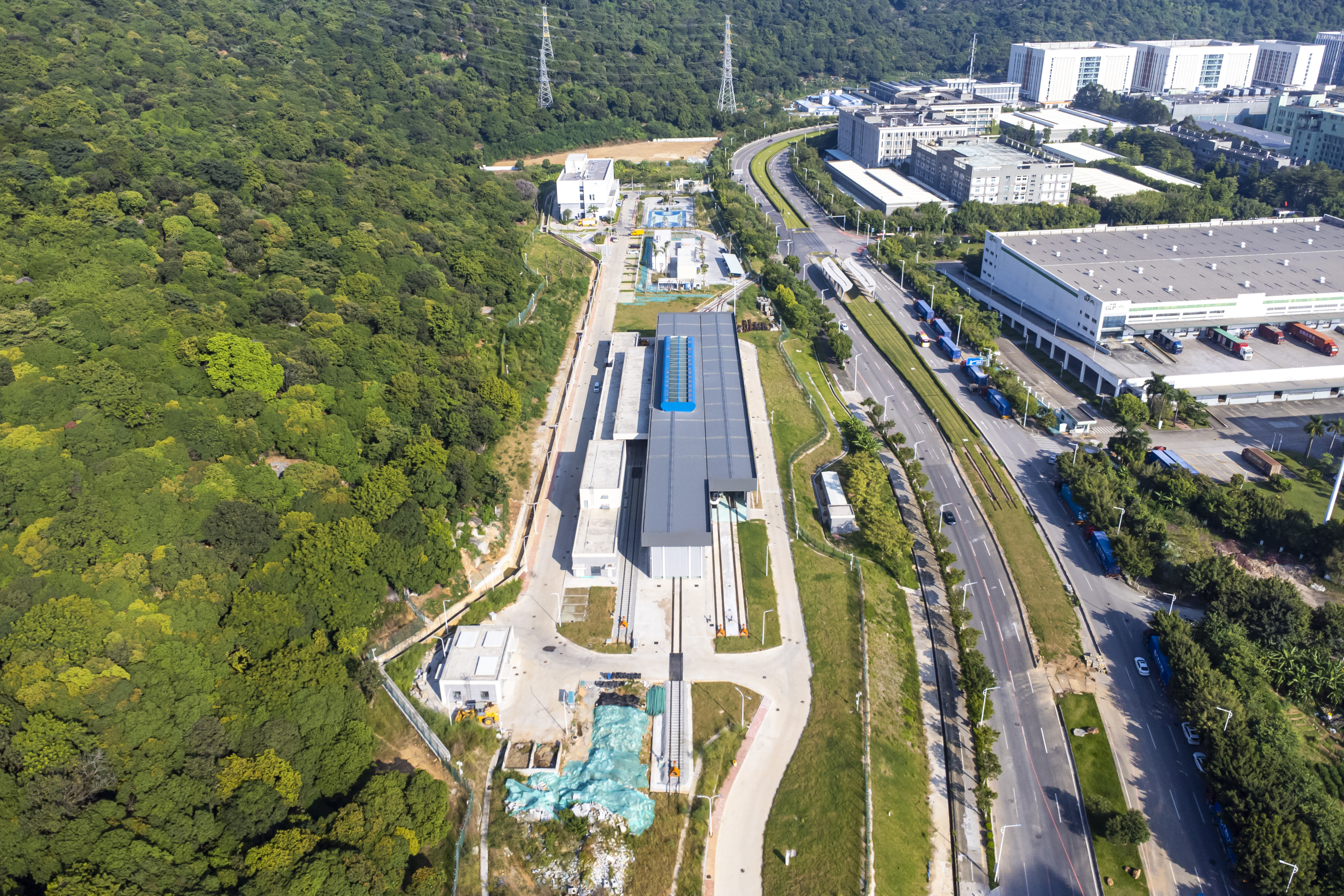
刘村停车场和刘村站，可见北端轨道未开始建设（2023年10月）
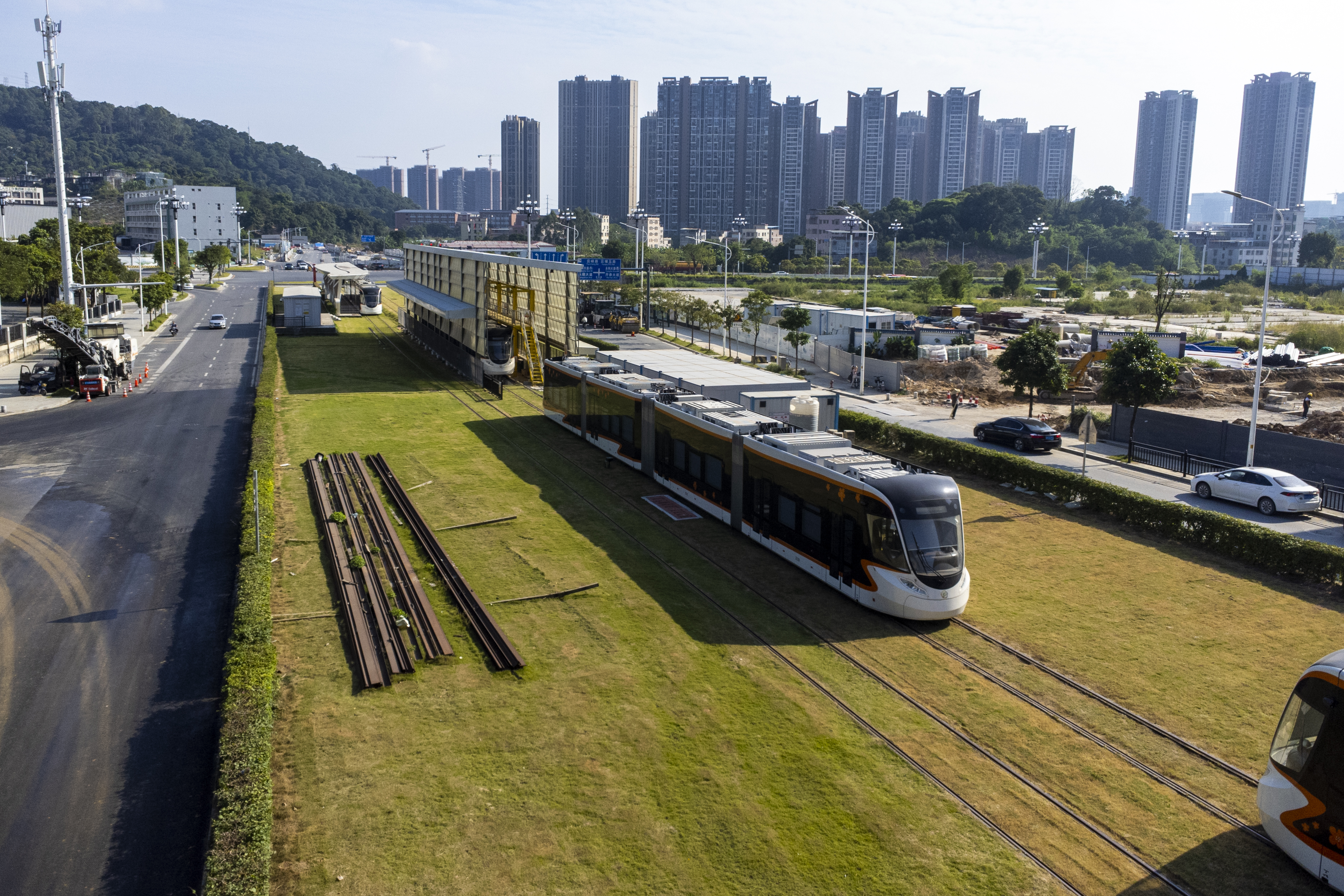
电车停放在开源大道东站及临时检修基地

## 车辆
黄埔有轨电车2号线使用中车株洲电力机车制造的4节编组列车。其造型融入“南湾水乡”特色，车辆前部以风帆作为造型，车身以香雪梅花作为点缀。首列车于2023年2月1日完成交付，运营初期上线5列列车。

## 未来发展
黄埔有轨电车2号线近期借用1号线香雪站作为终点站，在香雪大道开萝大道路口以南部分共线；远期将从香雪大道开萝大道路口起北延至长岭居小学站与1号线换乘，不再行走香雪大道开萝大道路口以南轨道。届时1号线与2号线在香雪处换乘只能通过1号线开萝大道站和2号线黄埔图书馆站间进行，尚未确定是否会建设天桥或通道。

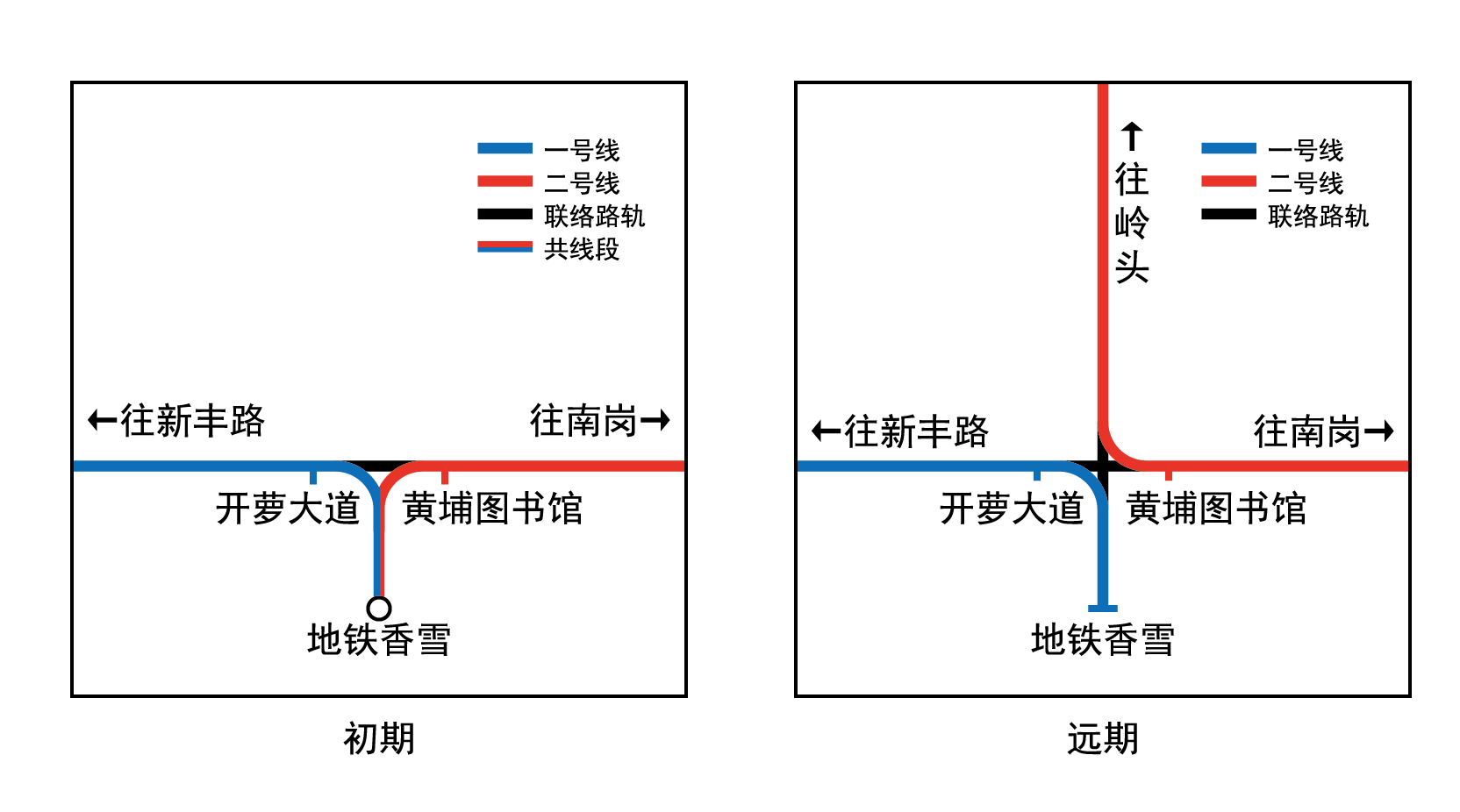
黄埔有轨电车2号线延长后香雪站附近图示（图片待更新）